# Orbod mebej
Orbod mebej je prvi studijski album hip-hop grupe Bed kopi, izdat 1996. godine. Tadašnji Bed kopi su činili Ajs Nigrutin, tada nastupao kao Ajs Nigga Dez, i Miki Boj. Album uglavnom sadrži karikirane pesme pevane preko instrumentala svetski poznatih pesama i izvođača, poput Coolio-vog Gangster's paradise koji je na ovom albumu pesma "Domaćine zabaci". Dvojac je namerno grupu po tome nazvao "Bad copy", jer su bili loša kopija originalnih pesama. Na albumu u pesmi Bad Copy ride učestvuje i Timbe, čije je tada umetničko ime bilo Ol Forti. On u to vreme nije bio član grupe, već gostujući umetnik.
Ovo je i jedini album u kome je učestvovao Miki Boj koji je umro 1999. godine tokom služenja vojnoga roka. 

## Spisak pesama
1. Intro (1:23)
2. Bad Copy ride (5:11)
3. Disciplina kičme (3:57)
4. Gedža (4:17)
5. Kuršlus (3:40)
6. Ništa od repovanja (2:51)
7. Profuknjača (3:10)
8. Zabaci domaćine (4:04)
9. Outro (1:27)

## Spoljašnje veze
- www.timbe.co.cc Zvanična veb-prezentacija MC Bdat Džutim
- Last FM
- Popboks